# Predictor@home
Predictor@home era un progetto di calcolo distribuito, ora interrotto, avente lo scopo di testare e sviluppare nuovi algoritmi per predire la struttura delle proteine, conosciute e non, portato avanti dallo Scripps Research Institute.
La parte di calcolo era svolta da un software che utilizzava la struttura del Berkeley Open Infrastructure for Network Computing ed utilizzabile su GNU/Linux, macOS e Microsoft Windows.